# Alchemilla tenerifolia
Alchemilla tenerifolia är en rosväxtart som beskrevs av S. Fröhner. Alchemilla tenerifolia ingår i släktet daggkåpor, och familjen rosväxter. Inga underarter finns listade i Catalogue of Life.